# Valles de Palenzuela
Valles de Palenzuela è un comune spagnolo di 83 abitanti situato nella comunità autonoma di Castiglia e León.